# Distretto di Oued Lilli
Il distretto di Oued Lilli è un distretto della provincia di Tiaret, in Algeria.

## Comuni
Il distretto di Oued Lilli comprende 3 comuni:
- Oued Lilli
- Sidi Ali Mellal
- Tidda